# Montero (álbum)
Montero (estilizado em letras maiúsculas) é o álbum de estúdio de estreia do rapper e cantor estadunidense Lil Nas X, lançado em 17 de setembro de 2021, através da gravadora Columbia Records. O álbum foi anunciado em 2019. Seu título, capa e lista de faixas foram revelados em 2021. Quatro singles procederam Montero: o primeiro single, "Montero (Call Me by Your Name)", que chegou ao topo da Billboard Hot 100 dos Estados Unidos, e seus sucessores "Sun Goes Down", "Industry Baby" e "Thats What I Want".
O álbum apresenta colaborações com Jack Harlow, Doja Cat, Elton John, Megan Thee Stallion e Miley Cyrus. Musicalmente, Montero é um disco de pop-rap com influência de vários outros gêneros. Recebeu aclamação dos críticos de música, que elogiaram sua produção eclética e composições cativantes. Comercialmente, o álbum liderou as paradas na Austrália, Dinamarca, Irlanda, Nova Zelândia, Noruega e Suécia, e entrou no top 10 em outros territórios. 

## Antecedentes
Em 2018, o rapper e cantor estadunidense Lil Nas X lançou sua canção "Old Town Road", a canção com mais tempo no número um da Billboard Hot 100. No entanto, com algumas pessoas descartando seu sucesso como uma maravilha de um só sucesso, Lil Nas X queria afastar-se do som country trap de "Old Town Road" quando trabalhava no seu álbum de estreia; em vez disso, concentrou-se no rap, pop e R&B, influenciado por Drake e Nicki Minaj. No início de 2020, Lil Nas X pediu a Take a Daytrip, um duo de produção que ajudou com o seu extended play de estreia 7, para produzir executivamente o seu álbum de estreia. Lil Nas X então começou a gravar uma série de demos durante os lockdowns da COVID-19 de 2020.
Meses em produção, Lil Nas X especulou o primeiro single do álbum "Montero (Call Me by Your Name)" no Twitter, com recepção positiva. A faixa foi posteriormente tocada novamente em um comercial do Super Bowl para a fabricante de hardware norte-americana Logitech, antes de seu lançamento, ao lado de um videoclipe dirigido pelo diretor ucraniano Tanu Muino em 26 de março de 2021. O segundo single do álbum "Sun Goes Down" veio logo depois, em 21 de maio de 2021, que seguiu o tema da homossexualidade visto em grande parte do lançamento final. Ambas as faixas foram apresentadas no Saturday Night Live um dia depois, em 22 de maio de 2021.

## Lançamento e promoção
Em uma entrevista com a radialista norte-americana Angie Martinez conduzida em agosto de 2019 após o lançamento de 7, Lil Nas X revelou que estava trabalhando em seu primeiro álbum completo, notando que seria mais pessoal. Em 26 de março de 2021, após o lançamento de "Montero (Call Me by Your Name)", Lil Nas X anunciou o título do álbum—Montero—no Twitter, junto com a data de lançamento para 2021. Em 29 de junho, uma paródia da Marvel Studios foi carregada no YouTube como um trailer do álbum com vários clipes de videoclipes de seus singles. Em 23 de agosto, uma parceria com a Taco Bell para promover o álbum foi anunciada, com Lil Nas X desempenhando um papel nas "inovações do menu". A data de lançamento do álbum foi divulgada por meio de outro vídeo carregado no YouTube em 26 de agosto. O vídeo serve como uma continuação do videoclipe do terceiro single "Industry Baby" (2021).
A lista de faixas foi divulgada em 1º de setembro. Junto com o anúncio, colaborações com Doja Cat, Elton John, Megan Thee Stallion e Miley Cyrus foram reveladas. No início de setembro, Lil Nas X participou de uma sessão de fotos de gravidez falsa, com o suposto bebê sendo seu álbum. Ele foi inspirado pelo verso de Megan Thee Stallion na faixa "Dolla Sign Slime". Para acompanhar isso, ele criou um "registro de bebês" que foi usado para coletar doações para várias instituições de caridade LGBT.
Montero foi lançado em 17 de setembro de 2021, através da Columbia Records. O lançamento do álbum foi precedido por uma transmissão ao vivo no YouTube mostrando Lil Nas X sendo entrevistado por Montero, interpretado por ele mesmo, em um talk show fictício intitulado The Montero Show, antes de ser levado ao hospital em uma emergência para "dar à luz ao seu álbum".

## Recepção crítica
| Críticas profissionais    | Críticas profissionais |
| Pontuações agregadas      | Pontuações agregadas   |
| Fonte                     | Avaliação              |
| ------------------------- | ---------------------- |
| AnyDecentMusic?           | 7,8/10                 |
| Metacritic                | 86/100                 |
| Avaliações da crítica     |                        |
| Fonte                     | Avaliação              |
| Clash                     | 9/10                   |
| Evening Standard          | [ 26 ]                 |
| The Guardian              | [ 27 ]                 |
| The Independent           | [ 28 ]                 |
| The Line of Best Fit      | 10/10                  |
| NME                       | [ 30 ]                 |
| Rolling Stone             | [ 31 ]                 |
| The Sydney Morning Herald | [ 32 ]                 |

Montero recebeu aclamação crítica. No Metacritic, que assinala uma média normalizada até 100 para resenhas de publicações profissionais, o álbum recebeu uma média ponderada de 86 baseada em 16 críticas, indicando "aclamação universal". O agregador AnyDecentMusic? deu 7,8 de 10, baseado na sua avaliação do consenso crítico.
Mike Wass da Variety elogiou como o projeto não foi tímido em "dar voz aos medos e anseios de uma geração de jovens queer", citando o single principal  "Montero (Call Me by Your Name)" como "um dos mais desafiadoramente queer no topo das paradas de todos os tempos" e que a faixa é classificada como "o verme de ouvido definitivo do álbum". Alexis Petridis do The Guardian deu uma resenha de 5 estrelas no qual ele elogia as letras, a variedade e mudanças de tom pelo álbum, enquanto nota o uso de marketing indireto no seu lançamento, citando propaganda proeminente da gigante americana de fast-food Taco Bell e o popular aplicativo de entrega de comida Uber Eats. Melissa Ruggieri do USA Today destaca o trabalho de produção da dupla Take a Daytrip, elogiando como a dupla "pilota sua música por vales de batidas e picos de melodia" e como isso leva a "um agradável passeio exploratório" ao longo da duração do projeto.

## Lista de faixas
| Montero – Edição padrão |                                                       |                                                                                        |                                |         |  |
| N.º                     | Título                                                | Compositor(es)                                                                         | Produtor(es)                   | Duração |  |
| 1.                      | "Montero (Call Me by Your Name)"                      | Montero Hill Denzel Baptiste David Biral Omer Fedi Roy Lenzo                           | Take a Daytrip Fedi Lenzo      | 2:18    |  |
| 2.                      | "Dead Right Now"                                      | Hill Baptiste Biral Jasper Harris Thomas Levesque                                      | Take a Daytrip Harris Levesque | 3:41    |  |
| 3.                      | "Industry Baby" (com Jack Harlow)                     | Hill Jackman Harlow Mark Williams Raul Cubina Lenzo Baptiste Biral Kanye West Nick Lee | Take a Daytrip West Lee        | 3:32    |  |
| 4.                      | "Thats What I Want"                                   | Hill Fedi Blake Slatkin Ryan Tedder Keegan Bach                                        | Fedi Slatkin Tedder KBeaZy     | 2:23    |  |
| 5.                      | "The Art of Realization"                              | Hill Baptiste Biral Lenzo                                                              | Take a Daytrip Lenzo           | 0:24    |  |
| 6.                      | "Scoop" (com part. de Doja Cat)                       | Hill Amala Dlamini Baptiste Biral Lenzo                                                | Take a Daytrip Lenzo Fedi      | 2:54    |  |
| 7.                      | "One of Me" (com part. de Elton John)                 | Hill Ilsey Juber Jasper Sheff John Cunningham John                                     | John Cunningham Sheff John     | 2:42    |  |
| 8.                      | "Lost in the Citadel"                                 | Hill Cunningham                                                                        | Cunningham                     | 2:50    |  |
| 9.                      | "Dolla Sign Slime" (com part. de Megan Thee Stallion) | Hill Megan Pete Baptiste Biral Lee                                                     | Take a Daytrip Lee             | 2:25    |  |
| 10.                     | "Tales of Dominica"                                   | Hill Baptiste Biral Fedi Lenzo                                                         | Take a Daytrip Fedi            | 2:26    |  |
| 11.                     | "Sun Goes Down"                                       | Hill Baptiste Biral Fedi Lenzo Michael Olmo Bach Slatkin Andrew Luce                   | Take a Daytrip Fedi Lenzo      | 2:48    |  |
| 12.                     | "Void"                                                | Hill Cunningham Carter Lang                                                            | Cunningham Lang                | 4:08    |  |
| 13.                     | "Dont Want It"                                        | Hill Baptiste Biral Nicholas Mira Dorien Theus                                         | Take a Daytrip Nick Mira DT    | 2:12    |  |
| 14.                     | "Life After Salem"                                    | Hill Cunningham Sheff Lang                                                             | Cunningham Sheff Lang          | 3:31    |  |
| 15.                     | "Am I Dreaming" (com part. de Miley Cyrus)            | Hill Cyrus Baptiste Biral Fedi William Ward Vincent Goodyer                            | Take a Daytrip Fedi            | 3:03    |  |
| Duração total:          | Duração total:                                        | Duração total:                                                                         | Duração total:                 | 41:17   |  |

Notas
- Cada título da canção é estilizado em letras maiúsculas, exceto o subtítulo de "Montero (Call Me by Your Name)".[35]

## Desempenho comercial

### Tabelas semanais
| Tabela musical (2021)                 | Melhor posição |
| ------------------------------------- | -------------- |
| Alemanha (Offizielle Deutsche Charts) | 13             |
| Austrália (ARIA)                      | 1              |
| Áustria (Ö3 Austria Top 40)           | 2              |
| Bélgica (Ultratop Valônia)            | 6              |
| Bélgica (Ultratop Flandres)           | 3              |
| Canadá (Billboard)                    | 2              |
| Dinamarca (Hitlisten)                 | 1              |
| Espanha (PROMUSICAE)                  | 2              |
| Estados Unidos (Billboard 200)        | 2              |
| Finlândia (Suomen virallinen lista)   | 2              |
| França (SNEP)                         | 6              |
| Irlanda (OCC)                         | 1              |
| Itália (FIMI)                         | 9              |
| Lituânia (AGATA)                      | 2              |
| Noruega (VG-lista)                    | 1              |
| Nova Zelândia (RMNZ)                  | 1              |
| Países Baixos (Dutch Charts)          | 3              |
| Reino Unido (Official Albums Chart)   | 2              |
| Suécia (Sverigetopplistan)            | 1              |
| Suíça (Schweizer Hitparade)           | 6              |

## Histórico de lançamento
| Região | Data                   | Formato(s)                 | Gravadora | Ref.   |
| ------ | ---------------------- | -------------------------- | --------- | ------ |
| Várias | 17 de setembro de 2021 | Download digital streaming | Columbia  | [ 35 ] |